# Regula de aur a acumulării
Regula de aur a acumulării a lui Edmund S. Phelps indică faptul că consumul pe cap de locuitor se maximizează atunci când rata dobânzii este egală cu rata de creștere a produsului intern brut. Regula de aur a acumulării este criticată pentru faptul că nu ia în considerare preferințele temporale (în mod diferit față de regula Ramsey).
Cu ajutorul regulii de aur, rata obținută a dobânzii ar putea fi utilizată ca „o rată reală constantă a dobânzii“ în cadrul regulii lui Taylor pentru determinarea ratei dobânzii a lui Taylor.

## Rata de creștere Steady-State
Creșterea stocului de capital {\displaystyle {\dot {K}}} este egală cu investițiile {\displaystyle I}, care sunt finanțate prin economisiri {\displaystyle S}: 
{\displaystyle {\dot {K}}=I=S}
Cota de economii {\displaystyle s={\frac {S}{Y}}={\frac {\dot {K}}{Y}}}
Funcția de consum: {\displaystyle C=(1-s)\cdot Y+N}
Intensitatea capitalului {\displaystyle k={\frac {K}{A}}}
Producția pe cap de locuitor: {\displaystyle y={\frac {Y}{A}}}
Funcția de producție: {\displaystyle Y=F(K,A)}
Funcția de producție linear-homogenă:
{\displaystyle const.\cdot Y=F(const.\cdot K,const.\cdot A)}
{\displaystyle const.={\frac {1}{A}}}

{\displaystyle {\frac {1}{A}}\cdot Y=F({\frac {1}{A}}\cdot K,{\frac {1}{A}}\cdot A)}
deci, funcția de producție poate fi exprimată și prin mărimi pe cap de locuitor. Producția unui anumit muncitor depinde de resursele de capital ale acelui muncitor (intensitatea capitalului):
{\displaystyle {\mbox{y = F(k,1)=f(k)}}}
Rata de creștere a populației/ocupației {\displaystyle A} este dată exogen:
{\displaystyle {{\dot {A}} \over A}={\hat {A}}=m}
Rata de creștere Steady-State, toate mărimile trebuie să crească cu aceeași rată: 
{\displaystyle {{\dot {Y}} \over Y}={{\dot {A}} \over A}={{\dot {K}} \over K}=m}
{\displaystyle {{\dot {K}} \over K}={\hat {K}}=s\cdot {\frac {Y}{K}}=s\cdot {\frac {y}{k}}=m}
{\displaystyle s\cdot {\frac {y}{k}}=s\cdot {\frac {f(k)}{k}}=m}
{\displaystyle s\cdot f(k)=m\cdot k}

## Maximizarea consumului pe cap de locuitor
Pentru ce rată de creștere Steady-State este maximizat consumul pe cap de locuitor {\displaystyle {\frac {C}{A}}}?
{\displaystyle {\frac {C}{A}}=(1-s){\frac {Y}{A}}=(1-s)y=(1-s)f(k)}
În conformitate cu Steady State e valabil: 
{\displaystyle s\cdot f(k)=m\cdot k}
Deci: 
{\displaystyle {\frac {C}{A}}=f(k)-m\cdot k}
Maximizarea consumului pe cap de locuitor în ceea ce privește variabila {\displaystyle k}, înseamnă derivarea în funcție de {\displaystyle k} și egalarea cu zero:
{\displaystyle f^{\prime }(k)-m=0}

## Regula de aur a acumulării
Productivitatea marginală a capitalului {\displaystyle f^{\prime }(k)} trebuie deci să fie egală cu rata de creștere {\displaystyle m}.
În teoria neoclasică se presupune că productivitatea marginală a capitalului este egală cu prețul investiției inițiale, deci egală cu rata profitului, respectiv cu rata dobânzii.

## Calcul auxiliar al productivității marginale a capitalului
Productivitatea marginală a capitalului ca derivată parțială a lui {\displaystyle F(K,A)} în funcție de {\displaystyle K}: 
{\displaystyle {\frac {\delta F(K,A)}{\delta K}}}
Omogenitate lineară:
{\displaystyle F(K,A)=A\cdot F({\frac {K}{A}},1)=A\cdot f(k)}
Calcul parțial (utilizând derivarea prin părți):
{\displaystyle {\frac {\delta F({\frac {K}{A}},1)}{\delta K}}={\frac {\delta F({\frac {K}{A}},1)}{\delta {\frac {K}{A}}}}\cdot {\frac {\delta {\frac {K}{A}}}{\delta K}}}
{\displaystyle =f^{\prime }(k){1 \over A}}
În total:
{\displaystyle {\frac {\delta F(K,A)}{\delta K}}=f^{\prime }(k)}